# NGC 2638
NGC 2638 est une galaxie lenticulaire située dans la constellation du Lynx. NGC 2638 a été découverte par l'astronome français Édouard Stephan en 1885.

## Caractéristiques
Sa vitesse par rapport au fond diffus cosmologique est de 4 058 ± 15 km/s, ce qui correspond à une distance de Hubble de 59,9 ± 4,2 Mpc (∼195 millions d'al).
Selon la base de données Simbad, NGC 2638 est une galaxie LINER, c'est-à-dire une galaxie dont le noyau présente un spectre d'émission caractérisé par de larges raies d'atomes faiblement ionisés.